# Markus Aebi

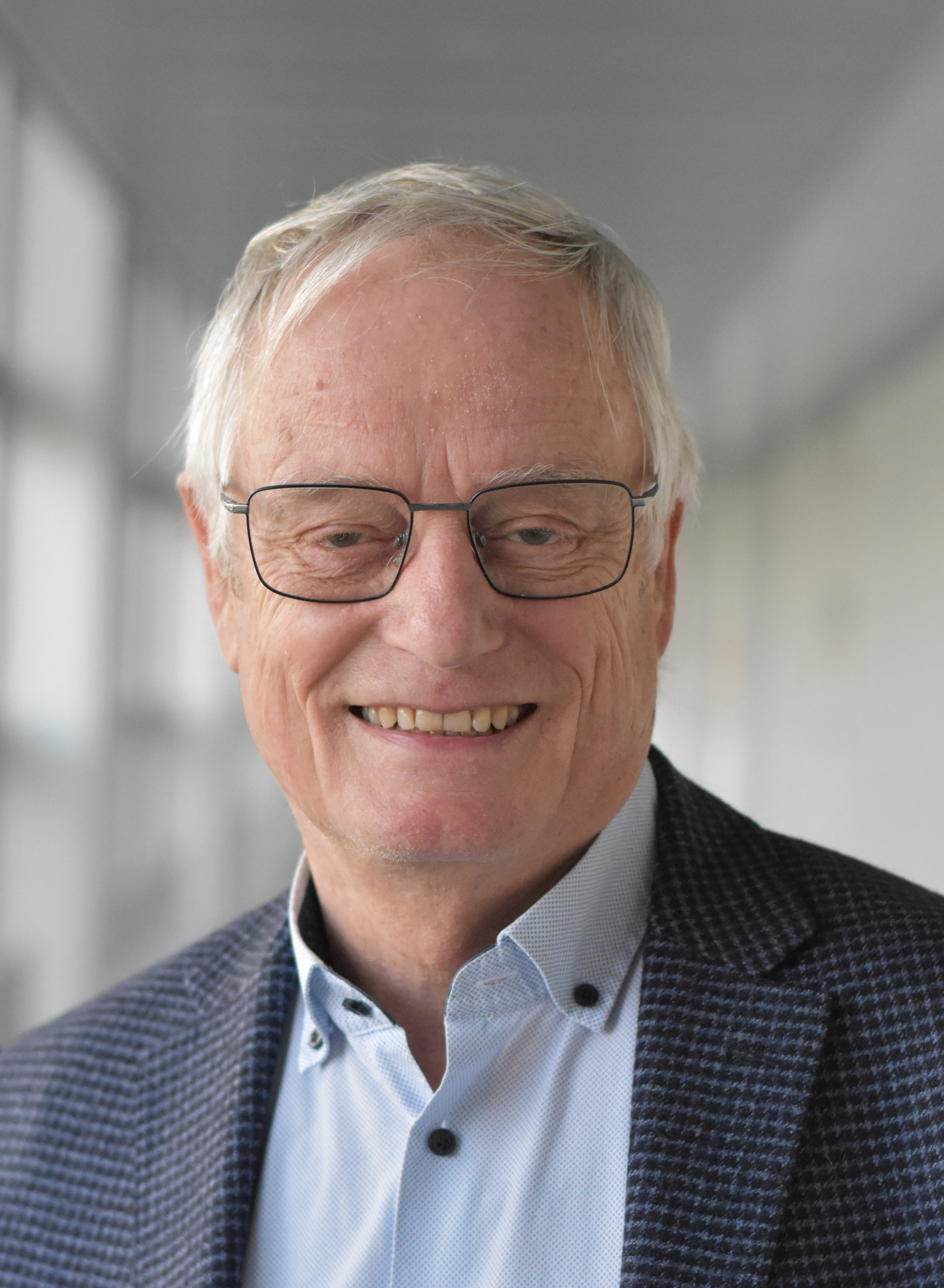
Markus Aebi (2022)

Markus Aebi (* 28. Juni 1955 in Brugg) ist ein Schweizer Biologe und emeritierter Professor für Mykologie am Mikrobiologischen Institut der ETH Zürich.

## Leben und Wirken
Nach dem Besuch der Schule in Brugg und Baden studierte er an der Abteilung für Naturwissenschaften der ETH Zürich und doktorierte bei Ralf Hütter am Mikrobiologischen Institut der ETH Zürich. Seine Doktorarbeit wurde mit der Silbermedaille der ETH ausgezeichnet. Nach der Promotion wechselte er 1983 an das Institut für Molekularbiologie I der Universität Zürich unter Charles Weissmann. In den Jahren 1987 und 1988 absolvierte er einen Forschungsaufenthalt am California Institute of Technology und kehrte danach an das Institut für Molekularbiologie I der Universität Zürich zurück, wo er eine eigene Forschungsgruppe leitete. 
Am 1. Januar 1994 wurde er zum außerordentlichen Professor für Mykologie an der ETH berufen und dann am 1. April 1998 zum ordentlichen Professor. Seine Forschungsschwerpunkte sind die Glykosylierung von Proteinen und die Entwicklungsbiologie von Pilzen sowie die Anwendung von insektenpathogenen Pilzen in der Schädlingsbekämpfung. Im Jahr 2013 wurde Markus Aebi zum Mitglied der Deutschen Akademie der Naturforscher Leopoldina gewählt. Anfang 2021 wurde er emeritiert.